# André De Biase
André De Biase, all'anagrafe André Resende De Biase (Vitória, 23 novembre 1956), è un attore brasiliano.
Talora è accreditato come André de Biase.

## Biografia
Appassionato di surf già da bambino, De Biase è stato scoperto nel 1978 da Antonio Calmon proprio durante una delle sue acrobazie con la tavola: il regista stava cercando un volto nuovo per la parte principale nel film Nos Embalos de Ipanema, incentrato sulle vicende di uno scapestrato e bisessuale surfista di Rio. Il film è stato uno dei più grandi successi di quell'anno al botteghino in Brasile. Calmon in seguito ha scelto ancora De Biase come protagonista di Menino do Rio (1981) e del suo sequel Garota Dourada (1984): in entrambi l'attore ha dato il volto a un altro surfista, decisamente meno irrequieto. Sempre nel 1984 De Biase è apparso in un piccolissimo ruolo nel film drammatico Memórias do Cárcere.
Dal 1981 l'attore ha lavorato anche in tv: si ricordano in particolare le sue partecipazioni alle telenovelas Adolescenza inquieta e Partido Alto, nonché il ruolo da protagonista in uno dei rarissimi telefilm brasiliani del ventesimo secolo, Società a irresponsabilità illimitata, dove ha nuovamente impersonato un amante del surf.

## Vita privata
Con la prima moglie Mônica Nóbrega ha generato due figli, Pedro e Felipe. Dopo aver divorziato, ha sposato Cristina Pimenta, sua attuale moglie.

## Filmografia parziale

### Cinema
- Nos Embalos de Ipanema (1978)
- Terror e Êxtase (1979)
- Menino do Rio (1981)
- A Mulher Sensual (1981)
- Filhos e Amantes (1981)
- Garota Dourada  (1984)
- Memórias do Cárcere (1984)
- Gatão de Meia Idade (2006)
- Meu Nome Não É Johnny (2008)

### Televisione
- Adolescenza inquieta (Os adolescentes, 1981) - telenovela
- Partido Alto (1984) - telenovela
- Società a irresponsabilità illimitata (Armação Ilimitada, 1985-1988) - telefilm